# Агава пряма
Агава пряма (Agave stricta Salm-Dyck; синоніми: Agave striata var. stricta, Agave hystrix; місцева назва англ. Hedgehog Agave — агава-їжак) — сукулентна рослина роду агава (Agave) підродини агавових (Agavoideae).

## Морфологічні ознаки

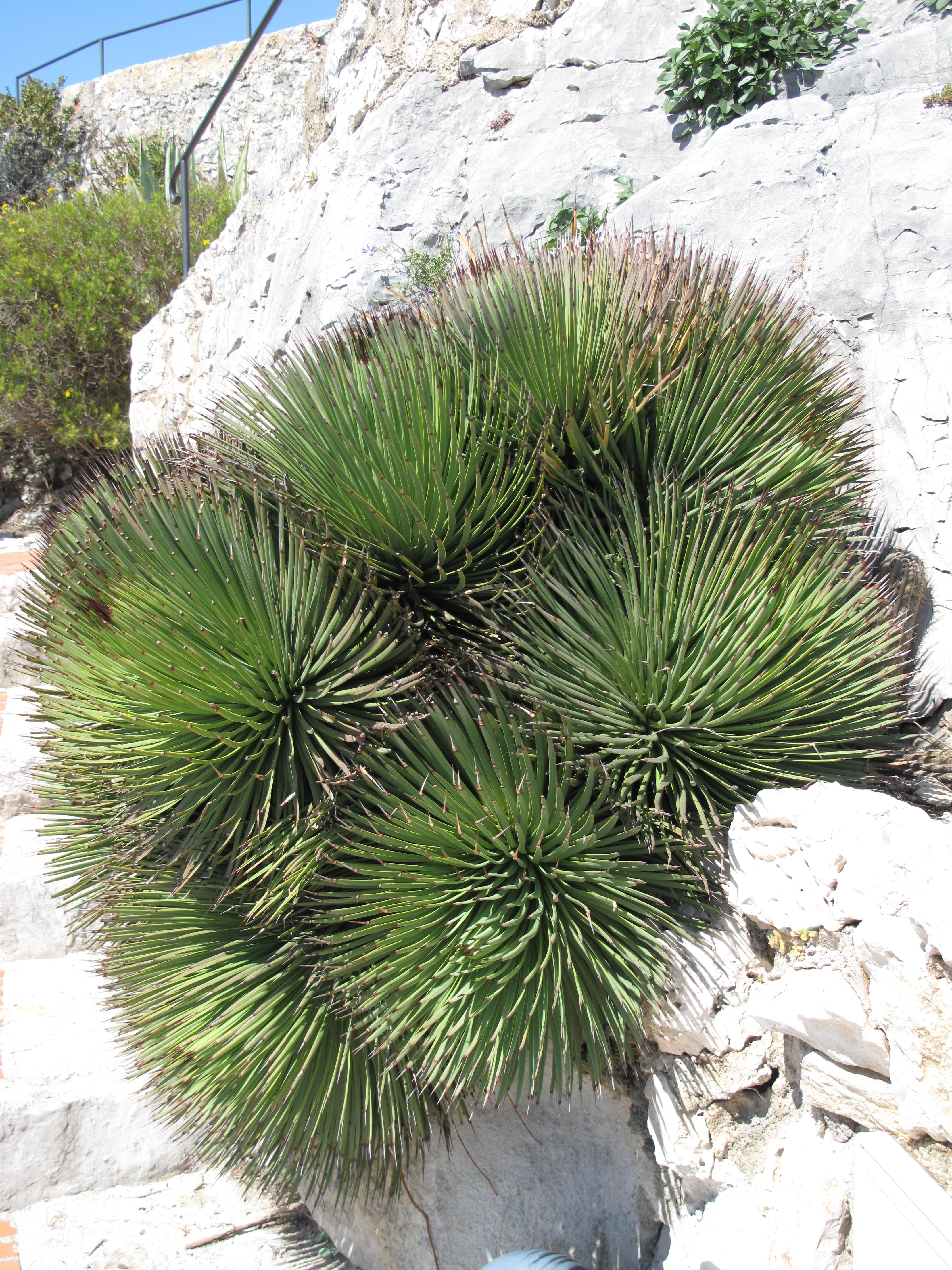
Agave stricta в екзотичному саду Ез (Приморські Альпи), Франція

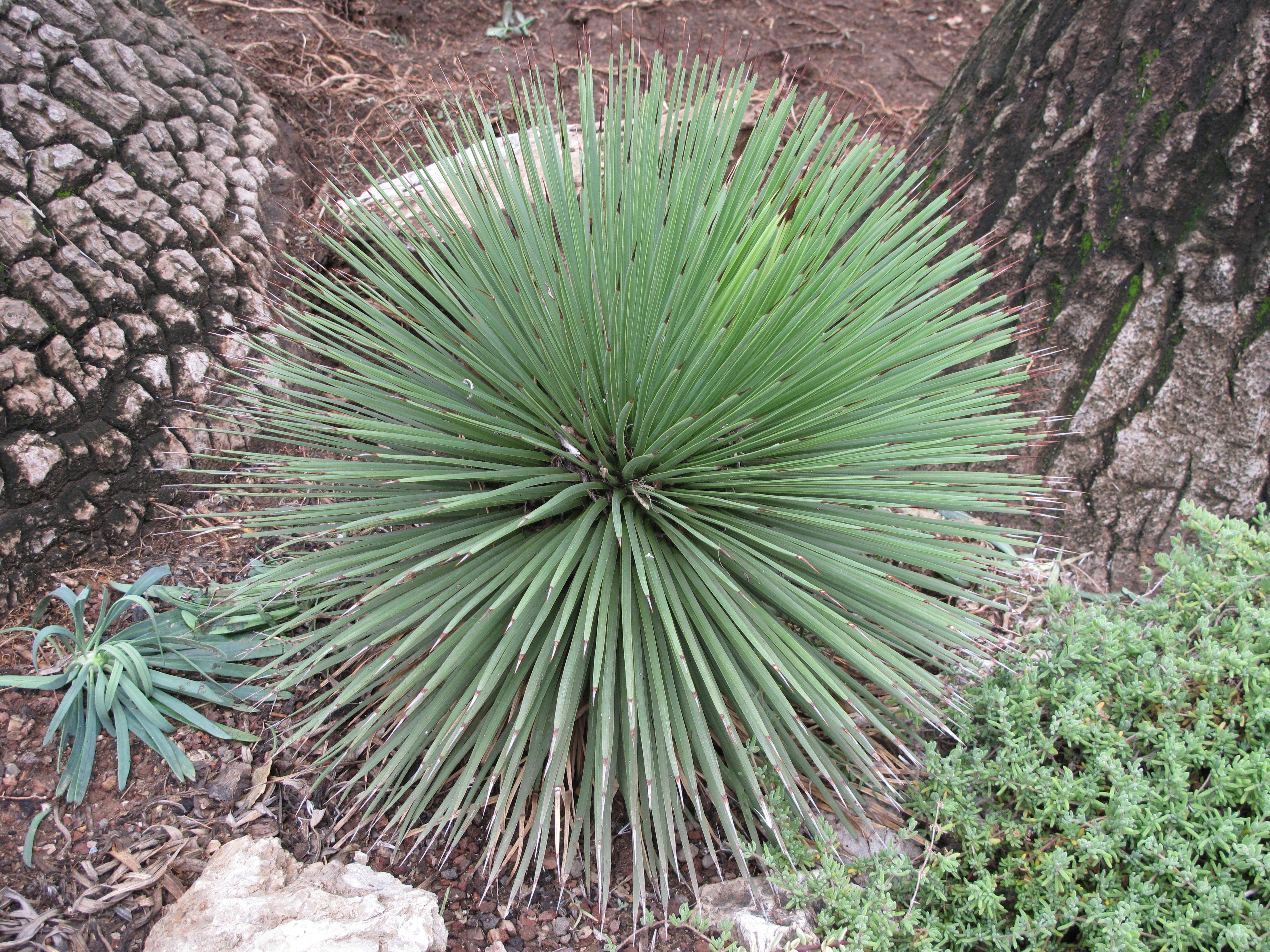
Agave stricta в Екзотичному саду Монако

Сильно кущевидна рослина з невисоким, товстим, розгалуженим стеблом, що досягає 1–2 м заввишки, часто трохи витягнутим. Розетки густі, багатолисткові. На верхівці стовбура з часом формуються розетки твердих, волокнистих листків, довжина яких 25–50 см і ширина 1 см. Поверхня лінійно-ланцетних листків світло-зелена. Листки ромбоподібні в перетині, із слабо вираженим кілем з обох боків і хрящоподібними краями, шорсткі, на кінці — гострий коричнево-червоний шип завдовжки 2–2,2 см, дуже гострий. Влітку у дорослих рослин з розетки виростає волотисте суцвіття заввишки 1,5–2,5 м з безліччю трубчастих червоних або пурпурових квіток завдовжки 2–3 см.

## Використання
Місцеві жителі часто використовують бутони цих агав при приготуванні особливої мексиканської страви з яєць, яка отримала назву corno cacayitas.
В культурі ці рослини використовують у великих ґрунтових експозиціях.

## Місце зростання
Горбисті райони центральної Мексики (штат Пуебла).

## Догляд
Потребує сонячного місця, піщаного ґрунту з гарним дренажем, рясного поливу в період росту, сухого утримання взимку.

## Розмноження
Розмножується насінням або прикореневими пагонами навесні або влітку.